# Romantik-Look

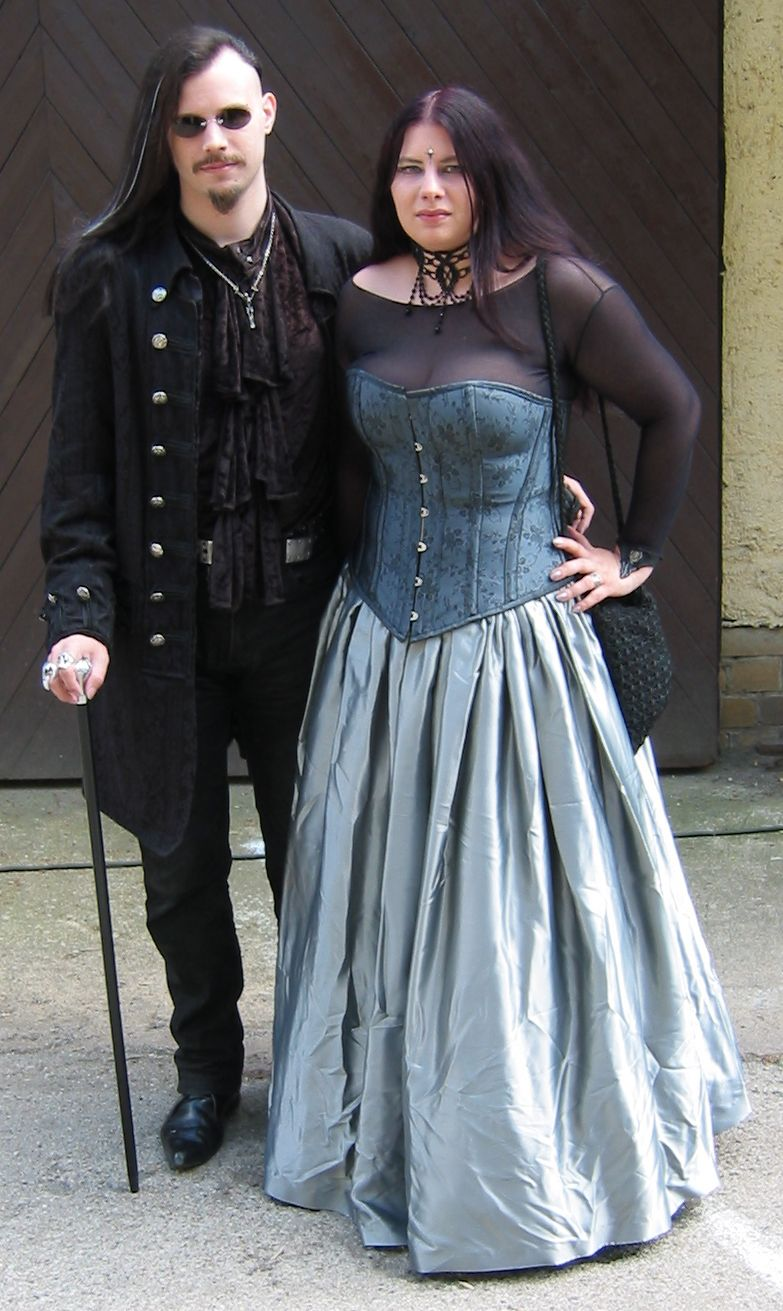
Pärchen im Romantik-Look des Wave Gothic

Der Romantik-Look oder Prinzessin-Stil ist eine Designrichtung in der Damenmode, bei der märchenhafte Elemente betont werden, die romantische Stimmung stilisieren sollen.

## Beschaffenheit
Der Stil ist gefühlvoll und oft mädchenhaft. Häufig  blickt er in die Vergangenheit zurück und bewegt sich am Rande des Kitsches. Er bevorzugt dezente Pudertöne wie Hellrosa und Lila, ebenso wie Pailletten, Glasperlen und Samtborten, kleine Zierstickereien und sowie volkstümliche Ornamente der Trachtenmode. Romantik-Look wird gern mit einem maskulinen Kontrapunkt kombiniert, wie beispielsweise graue oder schwarze klassische Garderobe aus grob gewobener Wolle oder mit Elementen des Military-Look.

## Beispiele
Ein klassisches Beispiel für den Romantik-Look und dazugehörige Details sind opulente weit schwingende Empirekleider aus Seidenchiffon mit Spaghettiträgern, Schleifen oder Rüschen, oft mit feinem Rosendruck, wobei die Spaghettiträger sich auf den Schultern meistens zu Schleifen binden lassen. Ausschnitte können große oder kleine Satinschleifen zieren.
Weitere Beispiele sind:

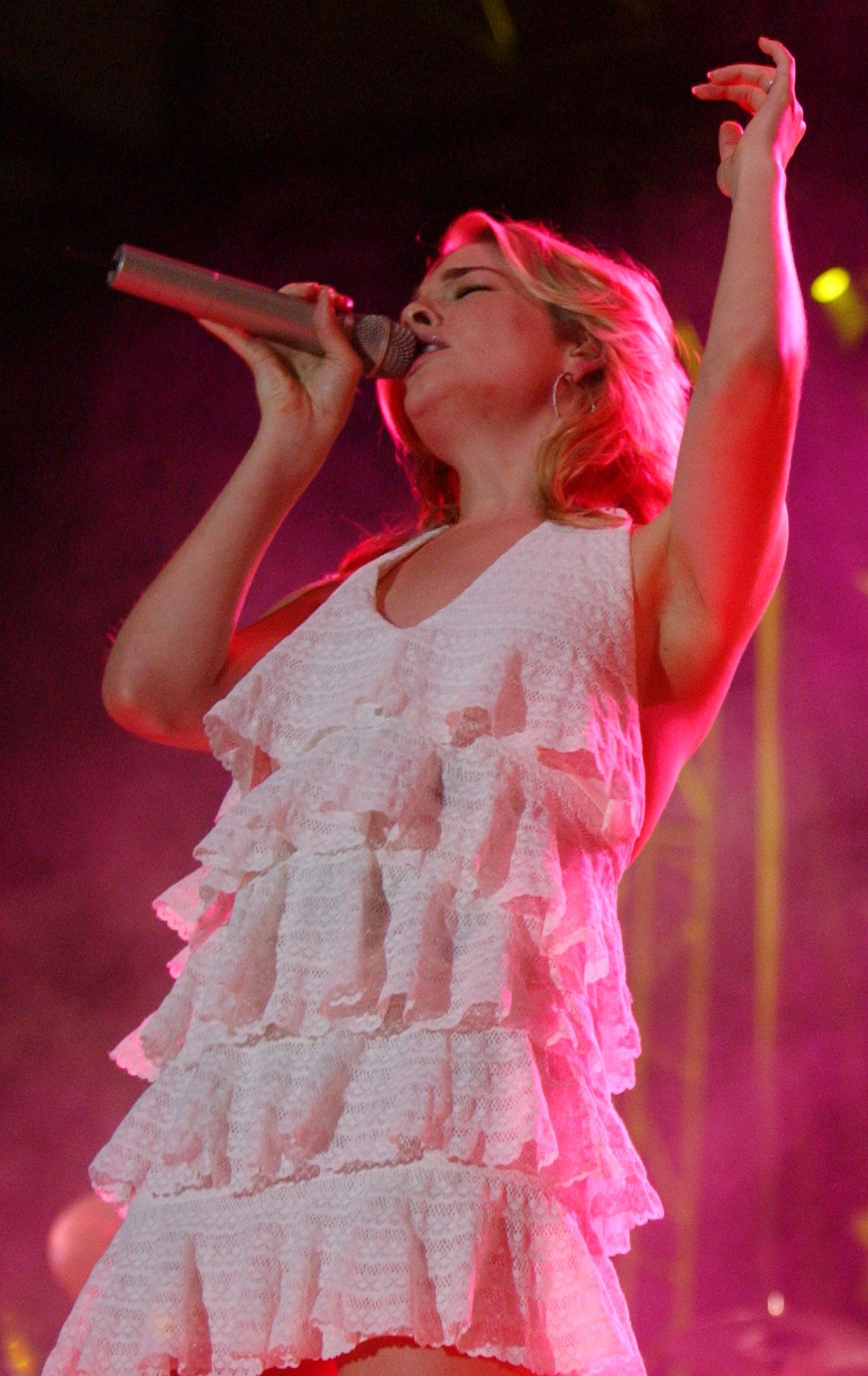
Rüschenkleid als Romantik-Look des New Romantic

- Denim-Kremperöcke mit Satinschleife im Empirestil,
- Spitzenkleider mit Volants und Beinausschnitt,
- Babydolls, etwa mit Blumenmustern und kleinen Rüschen, ggf. mit Rollsaum,
- Häkelboleros mit Bubikragen und Puffärmeln,
- Häkelborte bzw. Spitzenbordüre und Schnürung am Dekolleté-Ausschnitt,
- Camisole mit breiten Trägern und Tüllspitze an Dekolleté,
- Netzstrümpfe aus Vollspitze,
- Volantkleider aus Crêpe du Chine mit Flügel- bzw. Trompetenärmeln

Der Romantik-Look ist mit dem Retro-Look verwandt. In Deutschland hat 2005/2006 die Telenovela Sophie – Braut wider Willen den „Prinzessin-Stil“ als eine Hommage an märchenhafte Kleider, Frisuren und Pastellfarben sowie altmodische Blumendekore verbreitet.